# Janina Szreniawa
Janina Szreniawa, właśc. Janina Rzecznik (ur. 4 czerwca 1904 w Warszawie, zm. 4 sierpnia 1990 tamże) – polska aktorka teatralna.
Była młodszą siostrą Leokadii Pancewiczowej, która sprowadziła ją do Krakowa. Początkująca aktorka tam poznała Tadeusza Boya-Żeleńskiego, z którym połączył ją związek emocjonalny. Dzięki jego wstawiennictwu otrzymała angaż do krakowskiego Teatru Bagatela. Po przeprowadzce Tadeusza Boya-Żeleńskiego do Warszawy, Janina Szreniawa również przeprowadziła się do stolicy i występowała w tutejszych teatrach. Ze wspomnień dotyczących pisarza wiadomo, że i tutaj była przez niego promowana. Związek obojga zakończył się, gdy Tadeusz Boy-Żeleński poznał Irenę Krzywicką. Przebieg kariery aktorskiej Janiny Szreniawy w Warszawie jak i losy powojenne nie są znane.
Była postacią powszechnie krytykowaną we wspomnieniach znajomych Tadeusza Boy-Żeleńskiego (m.in. Jan Lechoń i Irena Krzywicka), zarzucano jej interesowność, brak talentu aktorskiego oraz mało interesujący wygląd (Janina Szreniawa była niska i miała zeza). Tym niemniej zauważalne jest wymienianie jej w prawie każdej biografii siostry, nawet „Słownik biograficzny teatru polskiego” odnotowuje, że Leokadia Pancewiczowa była siostrą Janiny Szreniawy.